# Paecilaema lutzi
Paecilaema lutzi is een hooiwagen uit de familie Cosmetidae.